# Чоловік-змінна
«Чоловік-змінна» (англ. The Variable Man) — науково-фантастична повість американського письменника Філіпа К. Діка. Вперше опублікована у Великій Британії в липні 1953 року видавництвом «The Archer Press» у журналі «Space Science Fiction», в США у вересні 1953 року — видавництвом «Space Publications» також у журналі «Space Science Fiction». Увійшла до першого тому «Зібраної короткої прози Філіпа К. Діка» 1987 року.
Вперше українською мовою повість опублікована «Видавництвом Жупанського» у 2019 році в першому томі «Повного зібрання короткої прози» Філіпа К. Діка у перекладі Віталія Корсуна.

## Сюжет
2136 рік, однаково розвинені терранська і центаврійська цивілізації знаходяться у стані холодної війни. А все почалось з того, що перший контакт сто років тому перетворився на сутичку між сторожовою заставою Проксими Центавра та терранськими рейдерами-розвідниками. Згодом гаряча фаза війни перетворилася у холодну, адже Проксима Центавра знаходиться на відстані чотирьох світлових років від Терри і, щоб завдати повторного удару, треба було летіти кілька років на світловій швидкості. На додаток до вищезгаданих подій, Центаврійська імперія оточила терранську систему залізним кільцем і не дає їй розвиватись далі. Тому терранці почали розробляти зброю, яка б змогла знищити цей бар'єр і кожного разу розраховували свої шанси на перемогу у війні за допомогою центрального комп'ютера Бюро статистичних досліджень (БСД). Комп'ютер завжди показував негативні шанси для Терри. Але одного разу в нього завантажили дані, які були пов'язані з Ікаром, гіперсвітловою бомбою, що могла знищити зірку Проксима Центавра, але яка поки що не працювала. І вперше комп'ютер БСД показав результат на користь Терри. 
На Террі починають готуватись до війни, все обладнання мобілізується для військових потреб. У Відділі історичних досліджень, що знаходиться біля руїн Нью-Йорка, примусово повертають «часову кулю», що збирала інформацію у минулому й ненавмисне переносять у майбутнє з 1913 року Томаса Коула — чоловіка, який почав збивати з пантелику машину БСД, коли про нього в неї завантажили інформацію. Він виявився для комп'ютера змінною величиною, «чоловіком-змінною». Машина почала видавати різні дані: то на користь Терри, то на користь Проксими Центавра.
Чоловік-змінна втікає з Відділу історичних досліджень. Проте згодом з'ясовується, що він володіє однією цікавою здібністю. Томас Коул може відремонтувати будь-яку річ і вона буде працювати. Це тому, що він походить з початку двадцятого століття, з періоду, який передує світовим війнам, коли було промислове зростання і багато відкриттів. Він відчуває речі на інтуїтивному рівні. І, власне, в цей момент Пітер Шеріков, польський вчений, розуміє, що Коул — єдина людина, яка може змусити працювати Ікар. Люди Шерікова знаходять Коула і відправляють до лабораторії, що знаходиться в Уральських горах. Там Шеріков переконує чоловіка-змінну допомогти йому, або в іншому випадку він передасть його Службі Безпеки. Коул погоджується
Бомба завершена й запущена. Ікар летить до Проксими Центавра, але коли досягає своєї цілі, він не вибухає і не знищує зірку. Терранці програють війну. Але згодом з'ясовується, що Коул вирішив проблему Джемісона Хеджа, науковця, який загинув під час випробування гіпердвигуна. Чоловік-змінна знайшов спосіб повернути об'єкт, що рухається швидше за світло, у тривимірний світ без конфлікту, без вибуху. Бомба успішно повернулась у тривимірний світ і її поглинула Проксима Центавра. Завдяки цьому відкриттю, Терра більше не була заблокована у своїй системі й могла виходити за периметр центаврійської імперії. Війна для Терри вже не була потрібною.

## Видання українською мовою
- Дік, Філіп. К. Повне зібрання короткої прози. Том 1 / Пер. з англ.: Віталій Корсун, Ігор Гарнік, Єгор Поляков; передмова: Віталій Корсун; післямова: Ната Гриценко. — Київ: Видавництво Жупанського, 2019. — (Ad Astra) — 600 с. ISBN 978-617-7585-07-6
  - Чоловік-змінна (зі 195 с. по 268 с.; переклав Віталій Корсун)